# Margecanský tunel
Margecanský tunel (slovensky Margeciansky tunel, německy Phönix-Tunnel; jiné názvy Rolovský tunel, Starý Bujanovský tunel) je bývalý železniční tunel, jímž v km 39,5–39,9 vedla trať z Bohumína do Košic, postavený společností Košicko-bohumínská dráha (KBD) v údolí řeky Hornádu u obce Margecany na Slovensku. V roce 1955 byl v tunelu ukončen železniční provoz a v roce 1985 byl zapsán jako technická památka do Ústředního seznamu památkového fondu Slovenské republiky. Nyní je tunel využíván jako silniční pro místní účelovou komunikaci.

## Historie
Tunel byl postaven v letech 1867–1872 v rámci výstavby jednokolejné železniční trati z Bohumína do Košic společností Košicko-bohumínská dráha (KBD) jako součást nejdůležitější železniční tratě na severu Uher. Ve své době byl druhým nejdelším tunelem KBD. Železnici sloužil až do roku 1955, kdy byl zprovozněn nový Bujanovský tunel. Provoz trati v margecanském tunelu byl zastaven 5. listopadu 1955, poté byl tunel vyňat ze správy ČSD a jeho vlastníkem a správcem se stala obec Margecany. Od roku 1985 je zapsán jako technická památka v Ústředním seznamu památkového fondu Slovenské republiky. V roce 2018 realizovala obec Margecany projekt Margeciansky tunel, otevřená galerie. Tunel slouží jako přístupová komunikace k chatové oblasti Kozinec.

## Popis
Margecianský železniční tunel je dlouhý 431 m, začátek tunelu byl v km 39,5 a konec v km 39,9 v nadmořské výšce 330 m. Byl ražen ve velmi tvrdé hornině pohoří Čierna Hora, a proto téměř polovina jeho délky je bez vyzdívky a tvoří jej pouze opracovaná skalní stěna. Tunel má dva upravené portály ve tvaru paraboly, parabolickou tunelovou troubu a tři bezpečnostní výklenky. Zděné části tunelové trouby a portály mají pro tunely typický parabolický tvar klenby. Materiál zdicích bloků tvoří převážně travertin. Vozovka má betonový základ a je pokryta asfaltem. Od roku 2018 je po celé délce tunelu instalováno elektrické osvětlení.